# Serényfalva
Serényfalva é um município da Hungria, situado no condado de Borsod-Abaúj-Zemplén. Tem 19,64 km² de área e sua população em 2015 foi estimada em 983 habitantes.